# Guardiões dos Cedros
Os Guardiões dos Cedros (em árabe: حراس الأرز; Ḥurrās al-Arz; em francês: Gardiens du Cedre ou Gardiens des Cèdres, GdC) é um partido ultranacionalista de extrema-direita libanês e antiga milícia no Líbano. Foi formado por Étienne Saqr (também conhecido com o kunya ou nom de guerre "Abu Arz" ou "Pai dos Cedros") e outros junto com o Partido da Renovação Libanesa no início da década de 1970. Atuou na Guerra Civil Libanesa sob o lema: Líbano, a seu serviço. O partido se declara laico, embora suas posições o aproximem muito mais do maronitismo político radical.